# Episodi di Quelli dell'Intervallo Cafe (seconda stagione)
La seconda stagione della sitcom Quelli dell'Intervallo Cafe va in onda in Italia dal 10 febbraio 2011 su Disney Channel Italia ogni giovedì e venerdì. Un'anteprima della stagione è stata trasmessa il 31 dicembre 2010 con i primi minuti presentata dai personaggi della stessa serie.
| nº | Titolo                            | Prima TV Italia  |
| -- | --------------------------------- | ---------------- |
| 1  | Scherzi e disastri                | 10 febbraio 2011 |
| 2  | Gaia                              | 10 febbraio 2011 |
| 3  | Tony innamorato                   | 11 febbraio 2011 |
| 4  | Pierpiero                         | 11 febbraio 2011 |
| 5  | Autocontrollo                     | 17 febbraio 2011 |
| 6  | Il signor Francesco               | 17 febbraio 2011 |
| 7  | Felice Venduzzi                   | 18 febbraio 2011 |
| 8  | Il campione di flipper            | 18 febbraio 2011 |
| 9  | L'ideona di Secchia               | 24 febbraio 2011 |
| 10 | Stella                            | 24 febbraio 2011 |
| 11 | L'invasione delle pulci giganti   | 25 febbraio 2011 |
| 12 | Party elegante                    | 25 febbraio 2011 |
| 13 | Cineforum                         | 3 marzo 2011     |
| 14 | Il motociclista                   | 3 marzo 2011     |
| 15 | Pausa di riflessione              | 4 marzo 2011     |
| 16 | Pierdark                          | 4 marzo 2011     |
| 17 | Vacanza Serena                    | 10 marzo 2011    |
| 18 | Gesti                             | 10 marzo 2011    |
| 19 | La mamma di Brusco Lino           | 11 marzo 2011    |
| 20 | Non aprite quella porta del bagno | 11 marzo 2011    |
| 21 | La partenza                       | 17 marzo 2011    |
| 22 | Ciak si mangia                    | 17 marzo 2011    |
| 23 | Il palmare                        | 18 marzo 2011    |
| 24 | Un locale incredibile             | 18 marzo 2011    |
| 25 | Il cameriere                      | 24 marzo 2011    |
| 26 | Un pappagallo per amico           | 24 marzo 2011    |
| 27 | Lo spettacolo                     | 25 marzo 2011    |
| 28 | Un osso troppo duro               | 25 marzo 2011    |
| 29 | Raffreddore                       | 31 marzo 2011    |
| 30 | Festa di capodanno                | 31 marzo 2011    |
| 31 | Pronto intervento                 | 1º aprile 2011   |
| 32 | Oggi sposi                        | 1º aprile 2011   |
| 33 | A tripla velocità                 | 7 aprile 2011    |
| 34 | Le biciclette                     | 7 aprile 2011    |
| 35 | Il buttadentro                    | 8 aprile 2011    |
| 36 | Provini                           | 8 aprile 2011    |
| 37 | Il regalone                       | 14 aprile 2011   |
| 38 | Amici inseparabili                | 14 aprile 2011   |
| 39 | Stella superstar                  | 15 aprile 2011   |
| 40 | Sushi cafè                        | 15 aprile 2011   |